# Raïon de Poukhavitchy
Pour l’article homonyme, voir Poukhavitchy.
Le raïon de Poukhavitchy (en biélorusse : Пухавіцкі раён, Poukhavitski raïon) ou raïon de Poukhovitchi (en russe : Пуховичский район, Poukhovitchski raïon) est une subdivision de la voblast de Minsk, en Biélorussie. Son centre administratif est la ville de Marina Horka.

## Géographie
Le raïon couvre une superficie de 2 442,23 km2, au centre-est de la voblast. La forêt occupe 40 pour cent de son territoire. Le raïon de Poukhavitchy est limité au nord par le raïon de Minsk et le raïon de Tcherven, à l'est la voblast de Moguilev (raïon d'Assipovitchy), au sud par le raïon de Staryïa Darohi et le raïon de Sloutsk, et à l'ouest par le raïon d'Ouzda.

## Histoire
Le raïon de Poukhavitchy a été créé le 17 juillet 1924.

## Population

### Démographie
Les résultats des recensements  (*) font apparaître une diminution de la population dans les années 1960 et 1970, suivie par une nette reprise à partir des années 1980. Mais le déclin démographique est rapide dans les premières années du XXIe siècle :
Recensements (*) ou estimations de la population :
| 1959*  | 1970*  | 1979*  | 1989*  | 1999*  | 2009*  |
| ------ | ------ | ------ | ------ | ------ | ------ |
| 76 719 | 75 150 | 72 253 | 77 486 | 77 730 | 69 427 |

### Nationalités
Selon les résultats du recensement de 2009, la population du raïon se composait de trois nationalités principales :
- 84,66 % de Biélorusses ;
- 11,05 % de Russes ;
- 2,56 % d'Ukrainiens.

### Langues
En 2009, la langue maternelle était le biélorusse pour 60,2 % des habitants du raïon de Poukhavitchy et le russe pour 36,4 %. Le biélorusse était parlé à la maison par 30,9 % de la population et le russe par 64,5 %.